# Berberes

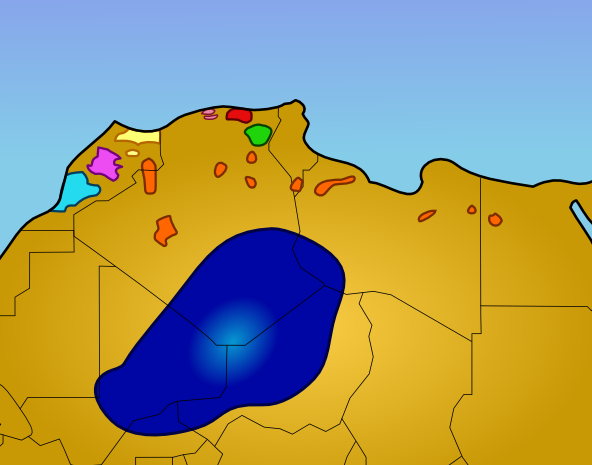
Mapa dos grupos berberes

Os berberes (que chamam a si próprios Imazighen, que significa "homens livres" ou "homens nobres"; singular Amazigh) referem-se ao conjunto de povos do Norte de África que falam línguas berberes da família de línguas afro-asiáticas. Estima-se que existam entre 58 e 75 milhões de pessoas que falam estas línguas, principalmente em Marrocos e Argélia, incluindo os tuaregues, predominantemente nômades do Saara.
A palavra berbere, incorporada ao português por empréstimo do árabe berber (derivado de ber 'homem' com interferência do latim barbărus), perdeu muito cedo o seu sentido primeiro de "estrangeiro à civilização greco-romana". Ela designa hoje um grupo linguístico norte-africano, e os falantes do berbere são indivíduos pertencentes a um conjunto de tribos que falavam ou falam ainda dialetos com base comum, a língua berbere.
No uso corrente, que segue a tradição árabe, o termo berbere é usado para designar o conjunto de populações do Magrebe. No entanto, o uso da palavra para designar raça é errado. Não existe uma raça berbere, e os falantes das línguas berberes pertencem a etnias bem diversas. A observação mais superficial permite diferenciar um cabila, um mzabita e um targui.
As primeiras influências historicamente atestadas foram dos fenícios e, por intermédio desses, dos gregos, mas elas não parecem ter marcado profundamente os berberes. A longa dominação romana e, depois, a bizantina não foram significativamente mais eficazes. Nunca conseguiram submeter completamente todas as populações berberes, e mesmo as tribos submissas se rebelavam frequentemente.
A civilização romana assimilou e cristianizou uma parcela ínfima dos magrebinos: mesmo os convertidos se associavam a cismas para afirmar sua independência.
A língua berbere representa, no Norte da África e até no Saara, a única ligação de uma comunidade de dezenas de milhões de pessoas. No entanto, trata-se de uma comunidade que enfrenta dificuldades de comunicação devido à dispersão dos grupos em imensos territórios.

## Etimologia
Na origem, o termo "bárbaro" — do latim barbarus, derivado do grego antigo βάρβαρος, bárbaros ("estrangeiro") — era uma palavra utilizada pelos gregos para designar os outros povos, aqueles cuja língua lhes era incompreensível, ou seja, os não gregos. A palavra bárbaros não tinha, originalmente, nuance pejorativa, significando simplesmente "não grego", aplicando-se a toda pessoa cuja língua não era compreendida pelos gregos ou a alguém que se exprimisse por onomatopeias ("bar-bar"), segundo a percepção dos gregos.
A palavra berbere, parece ter surgido após o fim do Império Romano. O seu uso no período precedente não é admitido por todos os historiadores da Antiguidade.
O uso do termo se generalizou no período seguinte à chegada dos vândalos, durante as grandes invasões.  Qualificados de bárbaros pelos romanos da África romana (Tripolitânia, Bizacena, África Proconsular, Numídia e Mauritânia), os vândalos vieram através da Península Ibérica. No leste da Numídia formou-se uma coalizão numido-vândala que tomou Cartago e suprimiu a influência de Roma em toda a África.
Os historiadores árabes, por sua vez, adotaram a palavra "barbaros" (em árabe: بَربَر, pronúncia: [bærbær]), e os europeus passaram a se referir à costa do Norte da África como Berbéria (ou Barbaria).

## Origem e genética
Por volta de 12 mil anos atrás, um grupo populacional do Oriente Próximo se fixa no Norte da África, quando o Deserto do Saara ainda era uma savana verde, sendo seus membros os ancestrais dos berberes e dos egípcios.
As duas divindades básicas da cosmologia berbere, que são uma figura representando o Sol e uma que representa a Lua, são vagamente análogas às dos antigos egípcios, o que sugere uma origem cultural em comum.
A desertificação do Saara foi lenta e ocorreu entre oito e cinco mil anos atrás. Logo quando este processo começou, houve a divisão entre os berberes e os egípcios, pois houve um deslocamento dos povos que habitavam o Norte da África: um grupo migra para o Vale do Nilo, no atual Egito, e funda aldeias agricultoras e, paulatinamente, surge a civilização egípcia; muitos se deslocam para o litoral norte-africano, região de clima mais agradável e com mais recursos, ali desenvolvendo a agricultura, e os que permaneceram no interior do deserto tiveram que adotar um estilo de vida nômade pastoril, fundando assentamentos temporários nas margens de oásis.
Em torno de cinco mil anos atrás, grupos de agricultores da Península Ibérica migram para a região do Magrebe, deixando grande legado genético nos povos berberes locais.
Por volta do século V a.C., alguns povos berberes se fixam nas então inabitadas Ilhas Canárias, colonizando-as, assim dando origem aos aborígenes canários, comumente denominados “guanches”.
A conquista árabe do Magrebe, no século VII, deixou algum legado genético da Península Arábica nas populações locais, nas quais também há alguma pouca genética vinda da África Subsariana, tendo sido introduzida ali mais recentemente, a partir do século IX, devido ao tráfico árabe de escravos.

## História

### Pré-Islâmica
A presença dos ancestrais dos berberes em tempos pré-históricos é evidente nas pinturas rupestres encontradas em sítios como Tassili n'Ajjer, retratando uma biodiversidade abundante, o que indica que, na época em que essa arte foi feita, o Deserto do Saara não era uma área árida, mas sim uma região exuberante e rica em recursos.
Durante a Idade Antiga, os gregos e, em menor medida, os romanos, apelidavam os berberes de líbios, pois a região do Magrebe era conhecida como Líbia.
A existência de poderosas tribos seminômades no Magrebe foi percebida pelos egípcios desde o século XIII a.C. e algumas entraram em conflito com a civilização do Nilo. No entanto, alguns grupos pediram ajuda dos faraós, devido à fixação de colonos gregos na Cirenaica.
Alguns berberes desenvolveram uma escrita hieroglífica, claramente derivada dos hieróglifos egípcios.
No século XII a.C., os fenícios, uma civilização com tradição navegante e comercial oriunda do atual Líbano, começam a estabelecer contatos com os povos do Magrebe, com os quais estabelecem relações comerciais. No século IX a.C., esse povo funda, na atual Tunísia, a cidade de Cartago. A civilização cartaginesa, de forte influência fenícia, no seu auge, dominou também a Sicília e partes da Península Ibérica. Mais tarde, se formam reinos berberes nas regiões históricas da Numídia (norte da atual Argélia) e da Mauritânia (norte do atual Marrocos).
No século II a.C., os romanos conquistam Cartago e transformam os reinos berberes vizinhos em estados-clientes e, algum tempo mais tarde, esses satélites de Roma se tornam províncias.
No século VII, os califados árabes conquistam o Magrebe e, gradualmente, grande parte dos berberes são islamizados e arabizados.
No início do século VIII, a Península Ibérica é invadida por berberes convertidos ao Islã, apelidados pelos cristãos de mouros. Os reinos ibéricos cristãos, ao longo de séculos, lutam para retomar as terras dominadas pelos muçulmanos, a chamada Reconquista.

### Civilização berbere e o mundo muçulmano
A conquista árabe e a conversão dos berberes ao Islamismo, no século VII, determinaram duramente seu destino histórico. Essa conversão se estabeleceu completamente somente no século XII. O espírito de independência e a tendência ao puritanismo cultural geralmente reconhecidos nos berberes explicam por que eles foram contra a dominação árabe e a ortodoxia islâmica, mas isso não impediu a forte islamização nem a arabização desses povos.

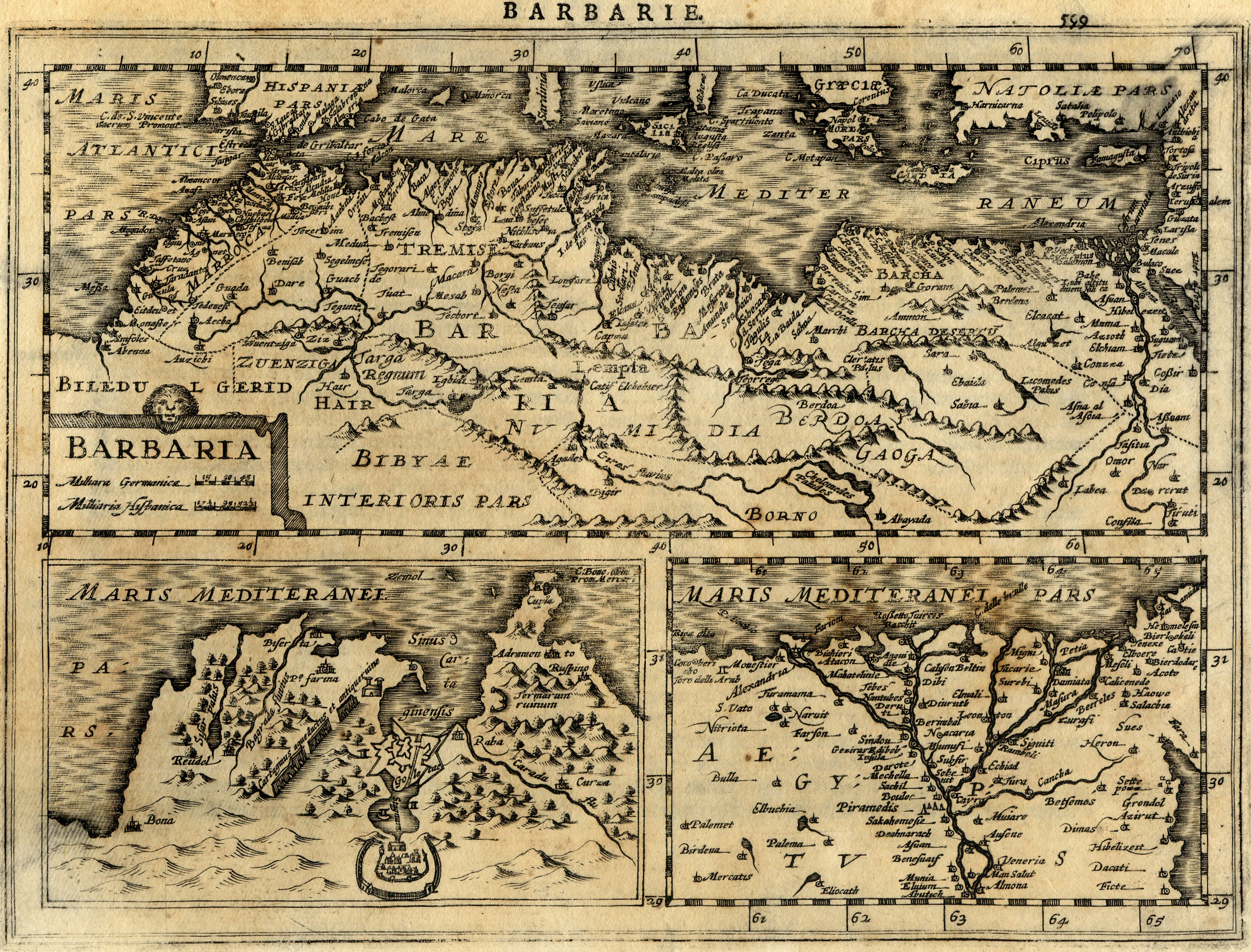
Mapa da Costa Barbaresca (1630)

A primeira classificação das tribos berberes, válida para a segunda metade do século XIV, foi fornecida pelo historiador árabe ibne Caldune. A leste se situavam os leuatas da Cirenaica, de Tripolitânia, do Jeride e do Aurés, a oeste, os branês e os zenetas. Estes últimos, grandes nômades conquistadores que chegaram na África do Norte no fim do período bizantino, foram os primeiros a serem arabizados. Os branês, aqueles que se designavam Imazighen (homens livres), seriam os berberes mais antigos. Dentre eles estavam os masmudas, sedentários do Médio e Grande Atlas, e os sanhajas, divididos em sedentários (cotamas da Cabília, Gomaras do Rife) e grandes nômades do Saara Ocidental (Lentas, Lantunas, Gazulas).
Essa situação e essa nomenclatura não duraria por muito tempo. A imigração árabe e as invasões hilalianas reforçaram, ao menos nas regiões abertas, a arabização das tribos berberes cuja maioria renunciaria a seu nome antigo para se juntar a um clã árabe com mais prestígio. Outras tribos, no entanto, geralmente que habitavam as montanhas, como as tribos da Aurès e da Grande Cabília, do Rife e do Atlas, apesar de serem muçulmanos e várias vezes reislamizados pelos marabutos, conservavam sua língua e seus costumes.

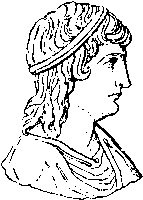
Apuleio, escritor berbere do século II

É sobretudo na observação desses costumes que foi revelada a originalidade berbere. Esta se manifesta essencialmente pela existência de um direito costumeiro e de uma organização judiciária não atreladas à religião. As duas características desse direito berbere eram a promessa coletiva como prova e a utilização de regras e de penalidades conhecidas sob o nome de Iqanun.
Quanto à justiça, ela era julgada pelos juízes-árbitros e pelas assembleias das vilas. No entanto o costume berbere não era um direito completamente laico e não entrava em conflito com as leis religiosas. A organização social era regida pelos laços de sangue, reais ou fictícios, pela prática de trabalhos coletivos, e pelo uso de celeiros coletivos; o que se encontra tanto entre os berberes quanto entre os árabes.
Politicamente os berberes são formados pelas várias uniões dos Estados independentes (reinos de Tahert, de Tremecém, Cairuão, Fez, etc.), e de grandes impérios, como o almorávida e o almóada. Eles possuem vários tipos de organização: aristocrática, teocrática, monárquica, além da democrática dos jama'a'qui (na verdade, segundo alguns autores, as assembleias designadas pelos clãs representavam na realidade uma oligarquia dos mais velhos, governando ao nome da tradição).
Apesar de que possa se falar de uma civilização berbere, esta parece pouco original. A parca literatura berbere, puramente oral, consiste em fábulas orais, contos e cantos tradicionais ou improvisados; ela é feita sobretudo de empréstimos do Oriente árabe, à exceção de alguns poemas e cantos guerreiros. Na área artística, as formas geométricas se encontram na cerâmica, na bijuteria, na escultura em madeira e na tapeçaria.

## Renovação da cultura berbere

Bandeira Amazigh (Berbere)

A cultura berbere continua viva na Argélia e no Marrocos, menos presente na Líbia e na Tunísia e em grande parte do Saara (tuaregues na Argélia, Burkina Faso, Líbia, Mali, Marrocos e Níger).
Chama-se Primavera berbere as manifestações que explodiram em 1980, quando os falantes do berbere na Cabília (Argélia) clamavam pela oficialização da língua.
Em 1996 uma reforma da Constituição argelina reconheceu a importância berbere para o país ao lado do árabe e do islamismo. Paralelamente, as autoridades lançam um Alto Comissariado para o Amazigh (língua berbere).
No ano 2000, a partir de Paris, entra no ar a Televisão Berbere.
Em 17 de outubro de 2001 o rei Mohammed VI de Marrocos cria o Instituto Real da Cultura Amazigh (IRCAM) para promover a cultura berbere.